# Liste de fortifications en Serbie
Liste de fortifications en Serbie :
- Forteresse de Peterwardein (Petrovaradin), Novi Sad.